# Muhambal
Muhambal (tiếng Ả Rập: محمبل, cũng đánh vần là Mhambal hoặc Mahambel) là một thị trấn ở phía tây bắc Syria, một phần hành chính của quận Ariha của tỉnh Idlib. Theo Cục Thống kê Trung ương Syria, Muhambal có dân số 4.970 người trong cuộc điều tra dân số năm 2004. Đây là trung tâm hành chính của Phân khu Muhambal, bao gồm 21 địa phương với dân số tập thể là 27.089 vào năm 2004. Các địa phương lân cận bao gồm Jisr al-Shughur, Bishlamun và Bizit ở phía tây, Juzif ở phía nam, al-Rami ở phía đông và Ayn Shib ở phía bắc.